# Bahía de Guaymas
La bahía de Guaymas es una bahía sobre el litoral del Océano Pacífico en el estado de Sonora, en México.  La bahía de Guaymas está formada por el denominado sistema lagunar de Guaymas. La bahía de Guaymas está ubicada en la zona delimitada entre 27° 53´ 01´´ a  27° 59´ 10´´ N y 110° 48´ 05´´ - 110.º 54´ 25´´ O; su profundidad oscila entre 5 y 8.5 m.
Toma su nombre de la tribu Guaimas —nombrados por diversos historiadores también como Guaymas, Uayemas, Gueimas, Baymas o Guaymi, fue un pueblo perteneciente a la etnia seri, que habitó junto con los Upanguaymas, en dicho territorio.
La bahía fue descubierta en 1539 por Francisco de Ulloa. 
En la bahía se encuentra ubicado el más importante puerto pesquero e industrial de la costa este del Golfo de California.  Sobre el golfo de California se encuentra la denominada bahía Exterior de Guaymas, adentrándose y pasando el denominado Morro Inglés, se ingresa a la denominada bahía interior donde se encuentra el Puerto,  y luego de un angostamiento a la Laguna Empalme, para finalmente acceder al estero El Rancho. En la bahía se encuentran las islas denominadas San Vicente, Pitahaya, Ardilla, Almagre Grande, las Mellizas, Almagre Chico, y Pájaros. 